# Georg Heinrich Gündell
Georg Heinrich Gündell (auch: Georg Heinrich Gündel; * 23. März 1772 in Hoya; † 17. April 1835 in Wunstorf) war ein deutscher Geistlicher, Königlich Hannoverscher Feldpropst an der Garnisonkirche in Hannover, Superintendent in Wunstorf und Heimatforscher zur Geschichte der Welfen.

## Leben

### Familie
Georg Heinrich Gündell war ein Mitglied der aus Winsen an der Luhe stammenden Familie von Gündell und Sohn des Jacob Heinrich Gündell (* 1734; † 1821; 1786–1790 Titular-Hauptmann, 1791–1794 Hauptmann, 1795–1798 Major im 1. Infanterie-Regiment) sowie der Anna Catharia Lüderssen (1740–1825).
Gündell heiratete 1805 in Bath in England seine Ehefrau Mary Ann Housell (1780–1825).

### Werdegang
Georg Heinrich Gündell wurde zur Zeit der Personalunion zwischen Großbritannien und Hannover 1772 in dem im Kurfürstentum Braunschweig-Lüneburg gelegenen Ort Hoya geboren.
Er studierte zunächst in Verden sowie in Göttingen an der Georg-August-Universität. Nachdem er sich am 5. Mai 1791 zum Studium der Theologie eingeschrieben hatte, hörte er in Göttingen im Wintersemester 1792/93 ab dem 4. Juli 1792 auch ein Semester lang Experimentalphysik bei dem Mathematiker Georg Christoph Lichtenberg. Im Semester zuvor war sein Wohnsitz in Göttingen zunächst bei Herrn „Hauptmann Gündell“ – wohl sein Vater – dann bei Tiddelbach in der Groner Straße, anschließend bei Klenert am Papendiek und im Wintersemester 1792/93 schließlich bei der Witwe Wettengel in der Teichstraße. Gündells Abschlusszeugnis der Theologie datierte auf den 8. Februar 1798.
Während der Franzosenzeit wirkte er ab dem 17. März 1804 unter dem hannoverschen Vizekönig Adolph Friederich im Stab der Offiziere in der Königlich Deutschen Legion, die gegen die Truppen Napoleon Bonapartes kämpften, als Brigade-Feldprediger. Seine Kollegen waren zeitweilig Heinrich Friedrich Rambke und Friedrich Daniel Buchholz.
In der Anfangszeit des Königreichs Hannover übernahm Gündell 1816 in Dannenberg für kurze Zeit die Aufgaben eines Archidiakons, um noch im selben Jahr und als unterdessen zum Feldpropst der königlichen Armee Erhobener von 1816 bis 1829 an der Garnisonkirche in Hannover zu wirken. Der Komponist Louis Spohr erwähnte ihn in seinem am 17. April 1820 von London an Wilhelm Speyer in Frankfurt am Main gesandten Brief.
An der hannoverschen Garnisonkirche an der Schmiedestraße Ecke Knochenhauerstraße stand Gündel im Jahr 1820 der Organist Johann Heinrich Firnhaber und der Küster Johann Heinrich Christoph Wolter, ab 1822 für mehrere Jahre auch der Collaborateur Karl Reinecke zur Seite, bevor dieser – nach einer Unterbrechung – ab 1829 die Nachfolge Gündells als erster Pastor der Garnisonkirche antrat.
Ebenfalls 1829 wechselte Georg Heinrich Gündell in der Stellung eines Superintendenten in die Stadt Wunstorf, wo er 1835 starb.
Von Gündell scheinen keine Schriften bekannt zu sein, allerdings hatte er „[…] mit vielem Fleiß für eine erhabene Person Materialien zu einer Geschichte der Prinzen aus dem Hause Braunschweig und Lüneburg“ gesammelt.

## Ehrungen
Georg Heinrich Gündell wurde vor 1837 mit dem Ritterkreuz des Guelphen-Ordens ausgezeichnet.